# Батта, Марк
Марк Батта́ (фр. Marc Batta; род. 1 ноября 1953, Марсель) — французский футбольный арбитр. 1 августа 2012 года возглавил судейское подразделение румынской федерации футбола. С июля 2004 по 2008 год возглавлял судейское подразделение французской федерации футбола.

## Карьера
Судил матч Германия — Португалия в рамках отборочного турнира к чемпионату мира 1998, где Руй Кошта получил вторую жёлтую карточку и был удалён с поля, после того как тремя минутами раньше он забил гол в ворота сборной Германии. Также был главным судьёй двух матчей в рамках чемпионата мира по футболу 1998 во Франции.